# Brtí
Brtí (německy Bienwald) je malá vesnice, část města Strážov v okrese Klatovy v Plzeňském kraji. Nachází se asi tři kilometry jihovýchodně od Strážova. Brtí je také název katastrálního území o rozloze 3,96 km². V katastrálním území Brtí leží i Javoříčko.

## Název
Název vesnice pochází od slova brť (brtnictví – první způsob včelařství).

## Historie
První písemná zmínka o vesnici pochází z roku 1386.

## Obyvatelstvo
| Rok            | 1869 | 1880 | 1890 | 1900 | 1910 | 1921 | 1930 | 1950 | 1961 | 1970 | 1980 | 1991 | 2001 | 2011 | 2021 |
| -------------- | ---- | ---- | ---- | ---- | ---- | ---- | ---- | ---- | ---- | ---- | ---- | ---- | ---- | ---- | ---- |
| Počet obyvatel | 190  | 191  | 163  | 148  | 150  | 148  | 158  | 101  | 102  | 82   | 61   | 54   | 54   | 45   | 45   |
| Počet domů     | 20   | 23   | 23   | 23   | 23   | 23   | 24   | 24   | 27   | 20   | 20   | 25   | 26   | 26   | 26   |

## Obecní správa
Při sčítání lidu v letech 1850–1975 Brtí bylo samostatnou obcí v okrese Klatovy. Od 1. července 1975 do 31. prosince 1975 bylo částí obce Viteň v okrese Klatovy. Od 1. ledna 1976 je částí města Strážov v okrese Klatovy. V letech 1850–1920 k obci patřily Božtěšice a Viteň a v letech 1850–1975 také Javoříčko.

## Galerie

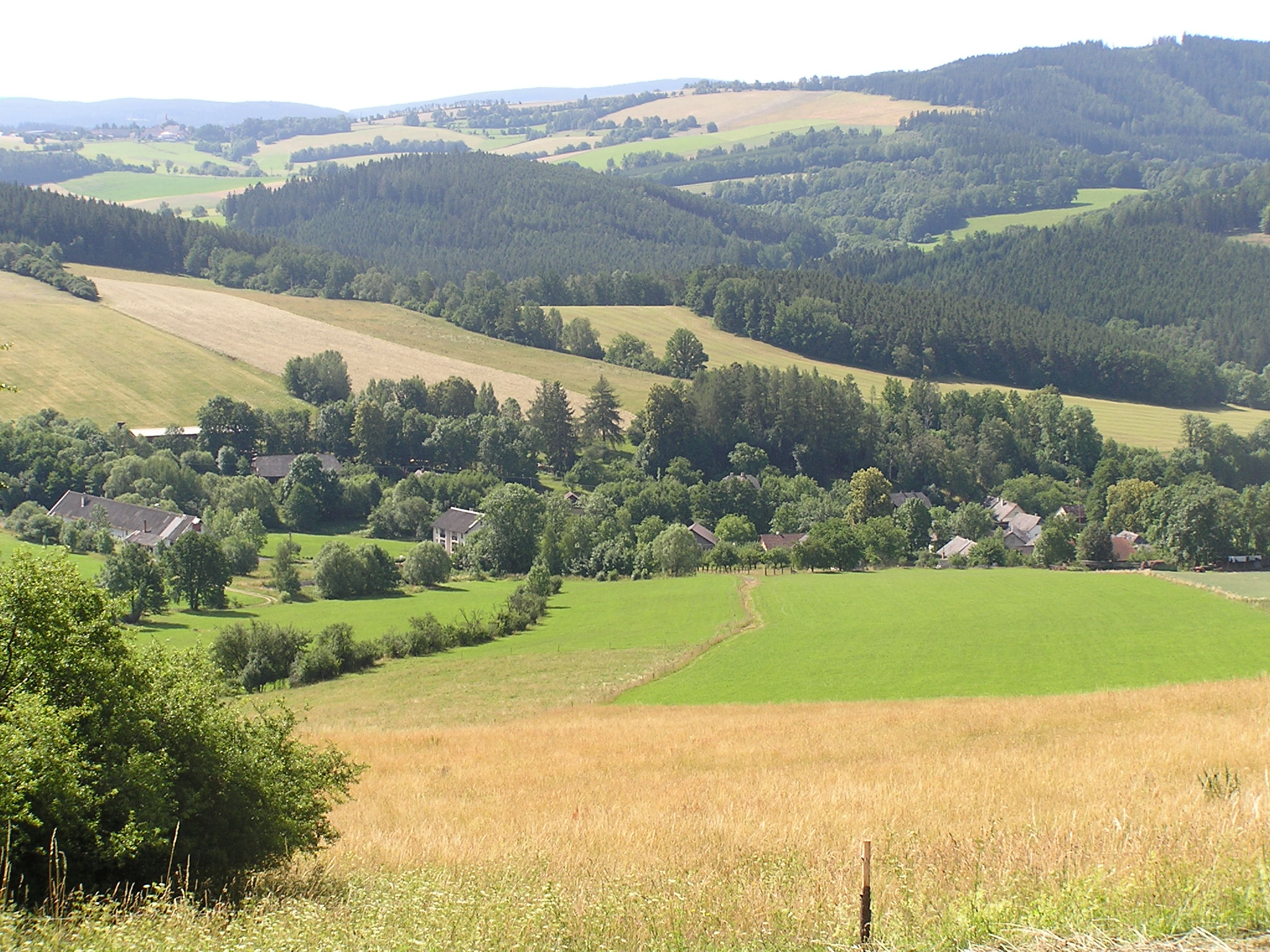
Pohled zdáli
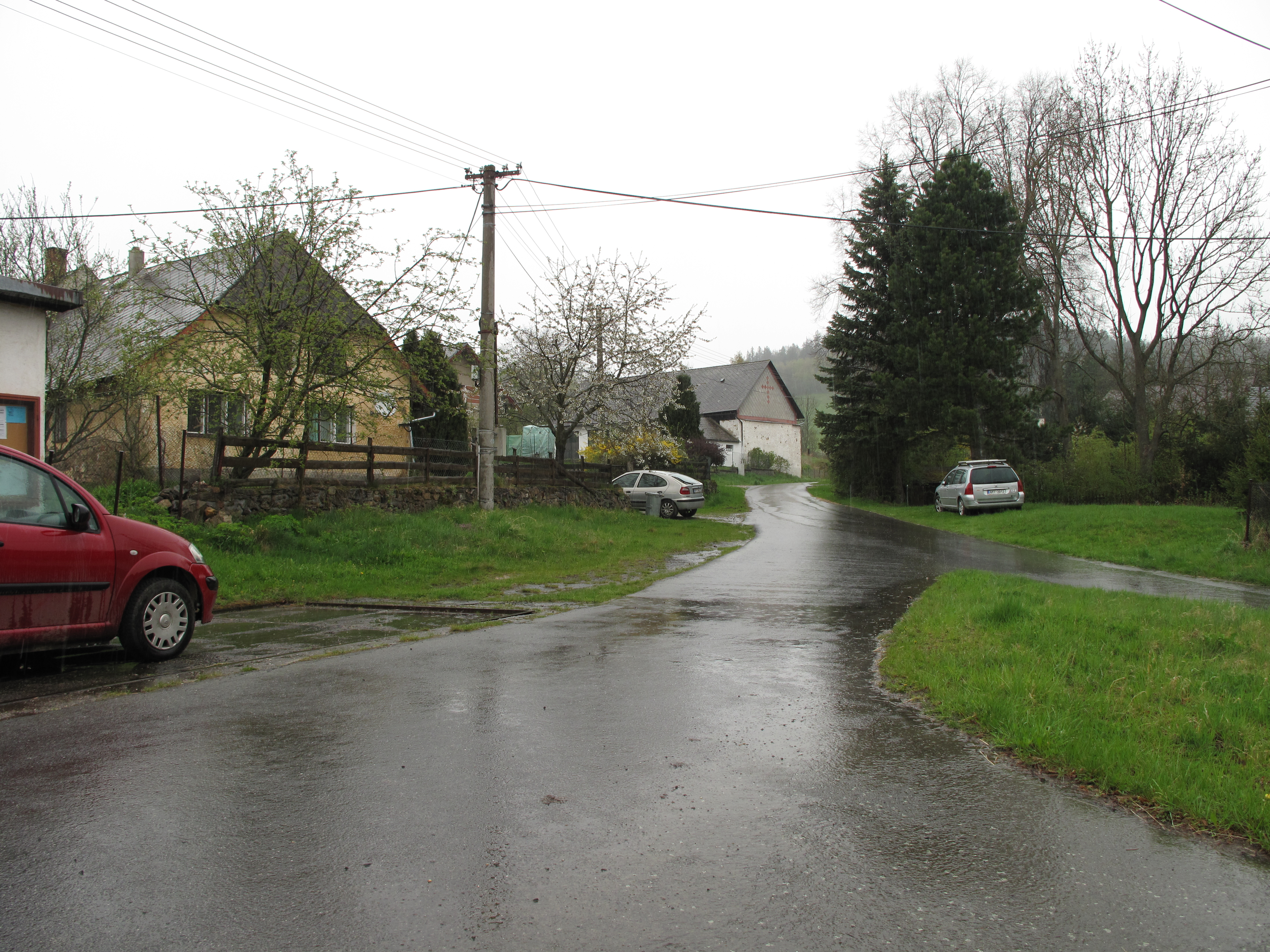
Náves
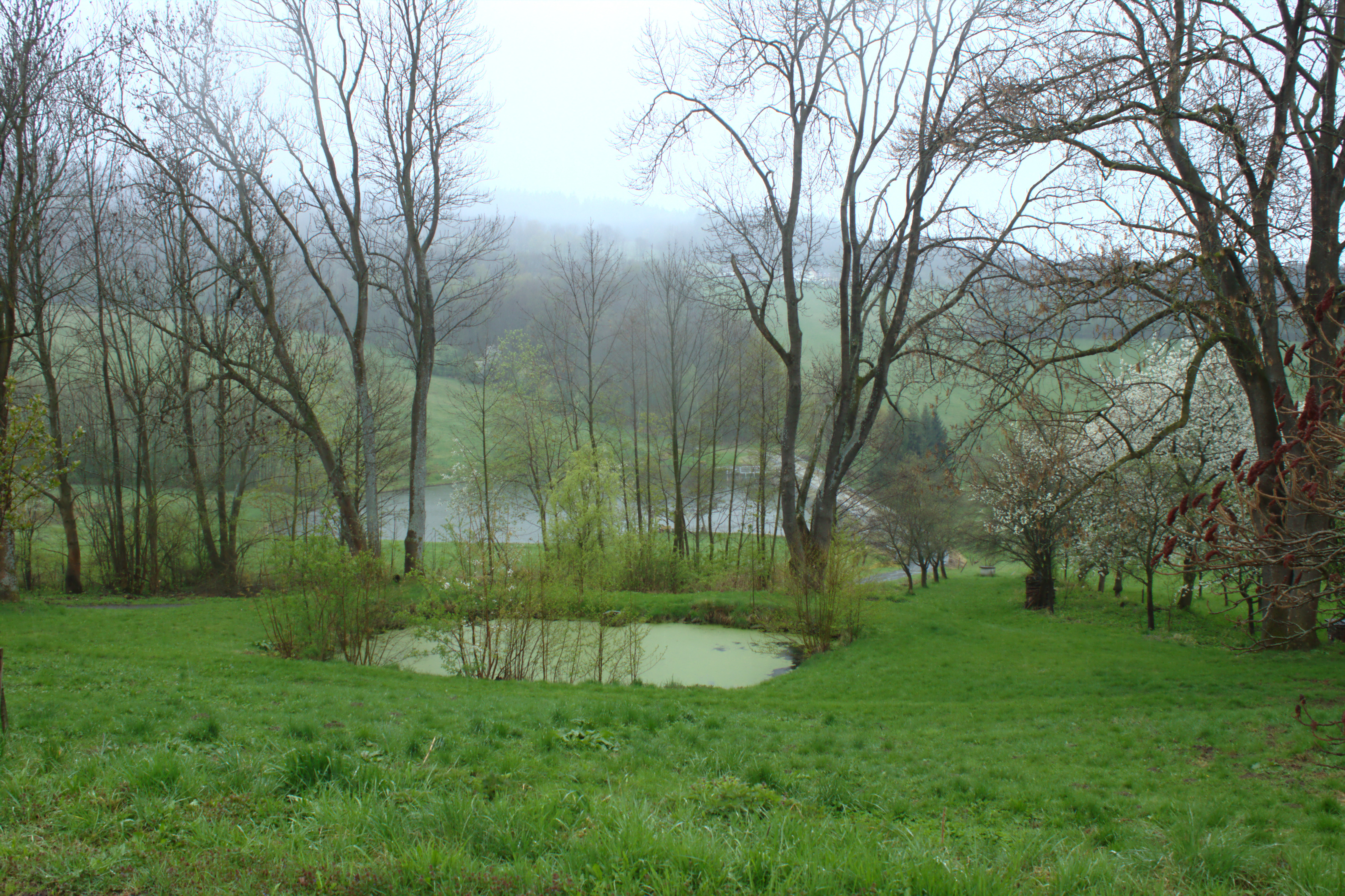
Rybník